# Большой Нимныр (село)
Большо́й Нимны́р (якут. Улахан Ньымныыр) — село в Алданском районе Республики Якутия России. Входит в состав городского поселения город Алдан.

## География
Село расположено на правом берегу реки Большой Нимныр.

## История
Большой Нимныр возник в 1929 году как автодорожный пункт. Отнесён к категории рабочих посёлков в 1973 году. 
В 2005 году преобразован в село.

## Население
| 1979 | 1989 | 2002 | 2010 | 2021 |
| ---- | ---- | ---- | ---- | ---- |
| 393  | ↗671 | ↘479 | ↘236 | ↘123 |